# Crinum scillifolium
Crinum scillifolium är en amaryllisväxtart som beskrevs av Auguste Jean Baptiste Chevalier. Crinum scillifolium ingår i släktet Crinum, och familjen amaryllisväxter. Inga underarter finns listade i Catalogue of Life.